# 美球麗魚
美球麗魚，為輻鰭魚綱鱸形目隆頭魚亞目慈鯛科的其中一種，分布於非洲剛果河中游流域，體長可達22.9公分，棲息在底中層水域，以有機碎屑、昆蟲、植物等為食，生活習性不明。

## 擴展閱讀
維基物種上的相關：美球麗魚